# Премия Американского института киноискусства (2003)
Премия Американского института киноискусства за 2003 год.
| Категории                            | Название фильма                         |
| ------------------------------------ | --------------------------------------- |
| Фильмы                               | • «Американское великолепие»            |
| Фильмы                               | • «В поисках Немо»                      |
| Фильмы                               | • «Запятнанная репутация»               |
| Фильмы                               | • «В Америке»                           |
| Фильмы                               | • «Последний самурай»                   |
| Фильмы                               | • «Властелин колец: Возвращение короля» |
| Фильмы                               | • «Трудности перевода»                  |
| Фильмы                               | • «Хозяин морей: На краю земли»         |
| Фильмы                               | • «Монстр»                              |
| Фильмы                               | • «Таинственная река»                   |
| Телесериалы, телефильмы, мультфильмы | • «24 часа»                             |
| Телесериалы, телефильмы, мультфильмы | • «Шпионка»                             |
| Телесериалы, телефильмы, мультфильмы | • «Ангелы в Америке»                    |
| Телесериалы, телефильмы, мультфильмы | • «Замедленное развитие»                |
| Телесериалы, телефильмы, мультфильмы | • «Все любят Рэймонда»                  |
| Телесериалы, телефильмы, мультфильмы | • «Новая Жанна Д’Арк»                   |
| Телесериалы, телефильмы, мультфильмы | • «Части тела»                          |
| Телесериалы, телефильмы, мультфильмы | • «Плеймейкеры»                         |
| Телесериалы, телефильмы, мультфильмы | • «Солдатская девушка»                  |
| Телесериалы, телефильмы, мультфильмы | • «Прослушка»                           |